# Gérard Bouguyon
Gérard Bouguyon, né le 24 novembre 1935 à Quimerc'h (Finistère) et mort le 6 janvier 2016 à Saint-Estève (Pyrénées-Orientales), est un ancien joueur international français de rugby à XV jouant au poste de deuxième ligne.
Il a joué avec l'équipe de France en 1961 et en dernier lieu au Stade bagnérais.

## Biographie
Il a disputé son premier test match le 18 février 1961, contre l'équipe d'Afrique du Sud, et le dernier contre l'équipe d'Australie, le 26 août 1961.

## Palmarès
- Sélections en équipe nationale : 9
- Sélections par année : 9 en 1961
- Tournoi des Cinq Nations disputé : 1961 (remporté par la France)